# واقعه ۲۸ فوریه

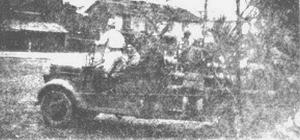
سربازان مسلح در تاینان

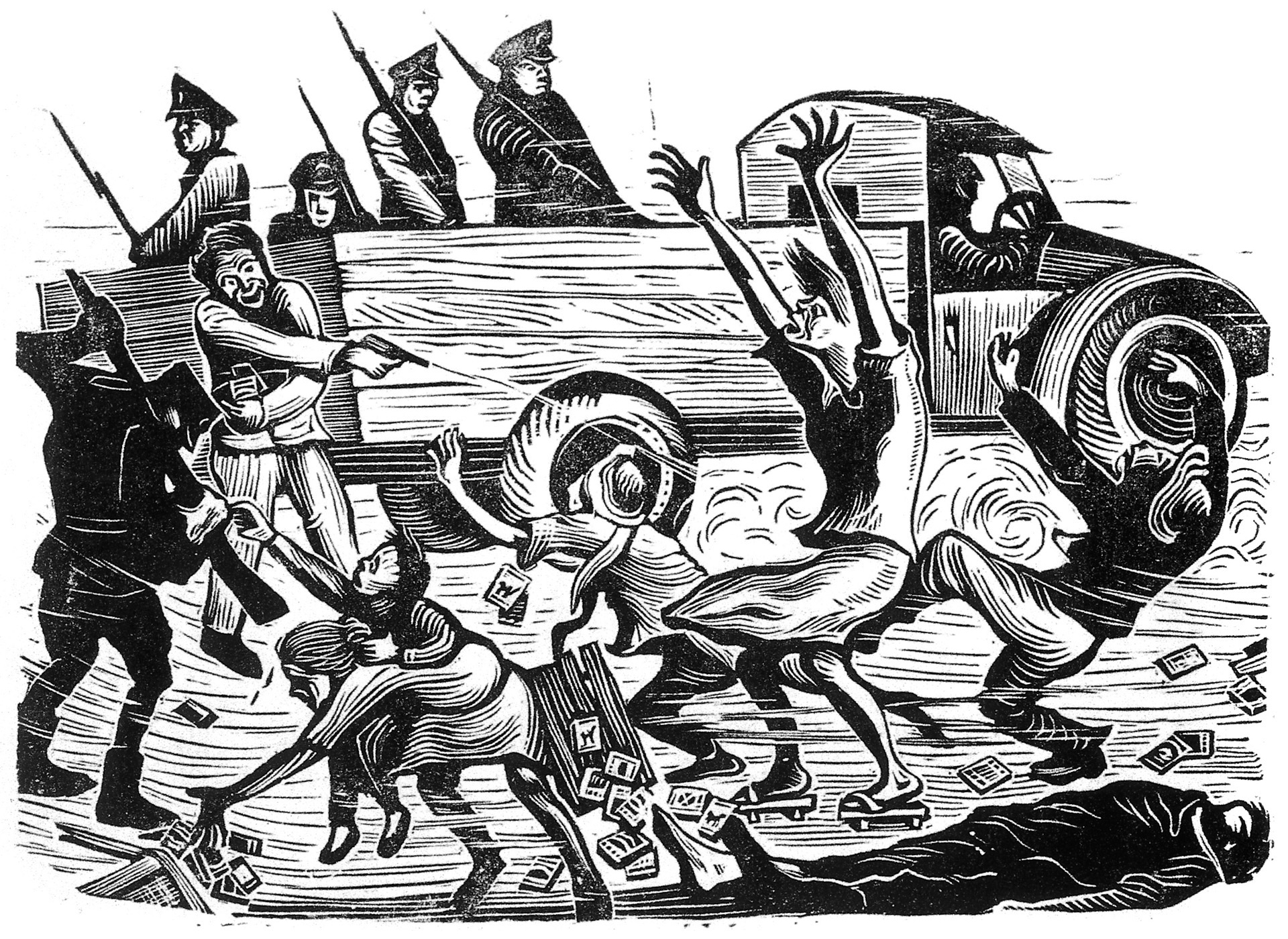
یک چاپ چوبی با نام بازرسی وحشتناک اثر هوانگ رونگ-کان

حادثه ۲۸ فوریه (که همچنین به کشتار ۲۸ فوریه نیز معروف است، حادثه ۲۲۸، یا کشتار ۲۲۸) یک قیام ضد دولتی در تایوان در سال ۱۹۴۷ بود که به شدت توسط دولت کومینتانگ که رهبری دولت ملی‌گرای چین در جمهوری چین بود، سرکوب شد. این قیام تحت هدایت چن یی فرماندار استان تایوان و رئیس‌جمهور چیانگ کای‌شک قرار داشت و هزاران غیرنظامی از ۲۸ فوریه به بعد کشته شدند. این حادثه به عنوان یکی از مهم‌ترین رویدادهای تاریخ مدرن تایوان محسوب می‌شود و محرک اساسی برای جنبش استقلال تایوان بود.
در سال ۱۹۴۵، پس از تسلیم ژاپن در پایان جنگ جهانی دوم، متفقین کنترل اداری تایوان را به چین واگذار کردند و بدین ترتیب ۵۰ سال حکومت استعماری ژاپن به پایان رسید. ساکنان محلی از آنچه که به عنوان رفتارهای زورگویانه و فساد فراوان از سوی مقامات کومینتانگ (KMT) مشاهده می‌کردند، دلسرد شدند. نقطه انفجار این نارضایتی در ۲۷ فوریه ۱۹۴۷ در تایپه رخ داد، زمانی که مأموران دفتر انحصار دولتی به یک بیوه تایوانی که به فروش سیگارهای قاچاق مظنون بود، حمله کردند. سپس یک افسر به سوی جمعیت معترضان شلیک کرد و یکی از مردان را هدف قرار داد که فردای آن روز جان باخت. روز بعد، سربازان به معترضان شلیک کردند و پس از آن یک ایستگاه رادیویی توسط معترضان تصرف شد و اخبار شورش به تمام جزیره پخش شد. با گسترش قیام، فرماندار منصوب شده از سوی کومینتانگ چن یی درخواست نیروی نظامی تقویتی کرد و قیام به شدت توسط ارتش ملی‌گرایان چین سرکوب شد. دو سال بعد، و به مدت ۳۸ سال بعد از آن، جزیره تحت قانون نظامی قرار گرفت که به دوره ترور سفید معروف است.
در طول دوران ترور سفید، حزب کومینتانگ مخالفان سیاسی خود را تحت پیگرد قرار داد و این حادثه به قدری تابو بود که نمی‌توانست مورد بحث قرار گیرد. رئیس‌جمهور لی تنگ-هویی در سال ۱۹۹۵ اولین رئیس‌جمهور شد که در سالگرد این حادثه علناً در مورد آن صحبت کرد. اکنون این رویداد به‌طور آزادانه مورد بحث قرار می‌گیرد و جزئیات آن به موضوع تحقیقات دولتی و دانشگاهی تبدیل شده است. ۲۸ فوریه اکنون یک تعطیلات رسمی عمومی به نام روز یادبود صلح است که در آن رئیس‌جمهور تایوان با سایر مقامات گرد هم می‌آیند و زنگ یادبودی را به یاد قربانیان به صدا درمی‌آورند. در چندین شهر تایوان یادبودها و پارک‌های یادبود برای قربانیان حادثه ۲۸ فوریه ساخته شده است. به‌ویژه، پارک قدیمی تایپه به نام تایپه نیو پارک به پارک یادبود صلح ۲۲۸ تغییر نام داده است و موزه ملی ۲۲۸ در ۲۸ فوریه ۱۹۹۷ افتتاح شد. موزه تاریخ کاوشیونگ نیز یک نمایشگاه دائمی دربارهٔ جزئیات این حادثه در کاوشیونگ دارد. در سال ۲۰۱۹، کمیسیون عدالت انتقالی افرادی را که در پی این حادثه محکوم شده بودند، تبرئه کرد.
تعداد کشته‌ها در این حادثه و کشتار بین ۱۸٬۰۰۰ تا ۲۸٬۰۰۰ نفر برآورد شده است. سایر برآوردها بسیار کمتر است. یک کمیسیون دولتی تحت ریاست جمهوری لی تنگ-هویی که طرفدار استقلال تایوان بود، برای تعیین حقایق تشکیل شد. با استفاده از ثبت احوال که در دوره حکمرانی ژاپن برقرار شده بود و همه آن را بسیار کارآمد می‌دانستند، آن‌ها تعیین کردند که چه کسانی در زمان انتقال به مدیریت چینی زنده بودند. به کمیسیون اختیار داده شد تا به خانواده‌های کسانی که در دوره شورش و بازگشت حکومت ملی‌گرایان جان خود را از دست داده‌اند، مبلغ ۶٬۰۰۰٬۰۰۰ دلار تایوان (تقریباً ۱۵۰٬۰۰۰ دلار آمریکا) اعطا کند. خانواده‌ها نیازی به اثبات ارتباط مرگ با این وقایع نداشتند. در مجموع ۸۰۰ نفر برای دریافت جوایز برای افرادی که در این دوره جان خود را از دست داده بودند، به کمیسیون مراجعه کردند.

## پس‌زمینه

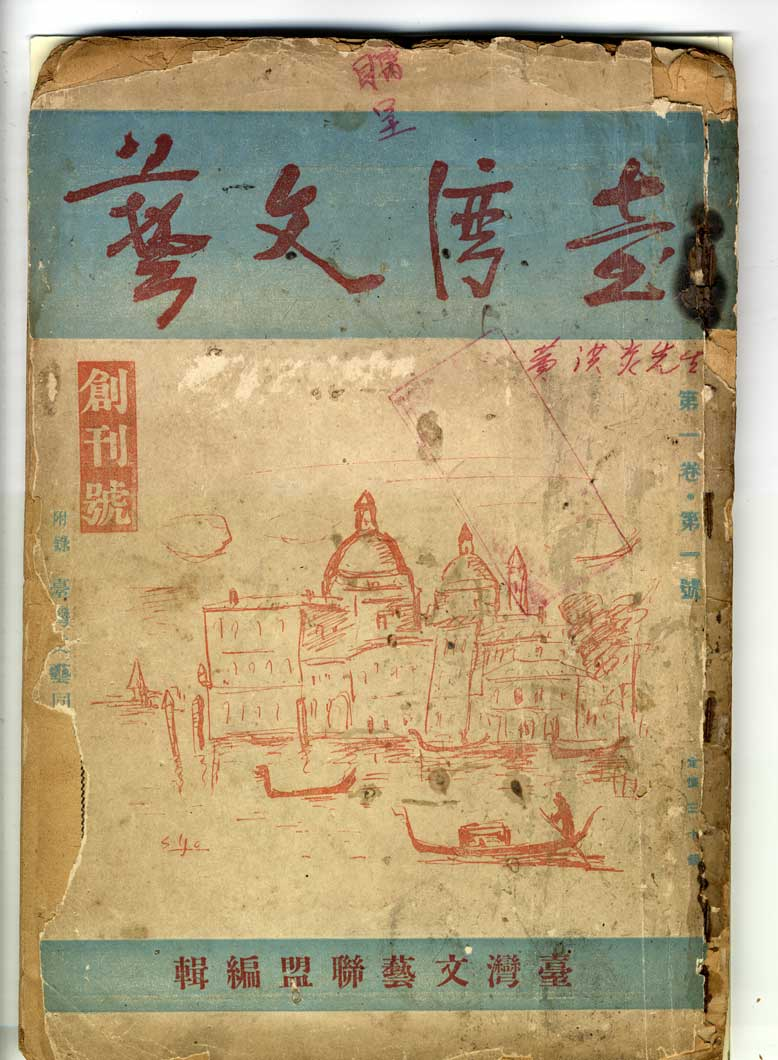
جلد اولین شماره مجله ادبیات و هنر تایوان (臺灣文藝 (Táiwān wényì)) که در سال ۱۹۳۴، در دوران حکمرانی ژاپن چاپ شد.

در طول ۵۰ سال حکمرانی ژاپن در تایوان (۱۸۹۵–۱۹۴۵)، تایوان شاهد توسعه اقتصادی و افزایش سطح زندگی بود و به عنوان یک پایگاه تأمین برای جزایر اصلی ژاپن عمل می‌کرد. پس از جنگ جهانی دوم، تایوان تحت کنترل اداری جمهوری چین قرار گرفت تا زمانی که ترتیبی دائمی برقرار شود، ثبات را فراهم کند. چن یی، فرماندارکل تایوان، در ۲۴ اکتبر ۱۹۴۵ وارد شد و آخرین فرماندار ژاپنی، آندو ریکیچی، را که روز بعد سند تسلیم را امضا کرد، از تایوان خارج کرد. چن یی سپس روز را به عنوان روز بازگشت اعلام کرد تا تایوان را بخشی از جمهوری چین سازد.

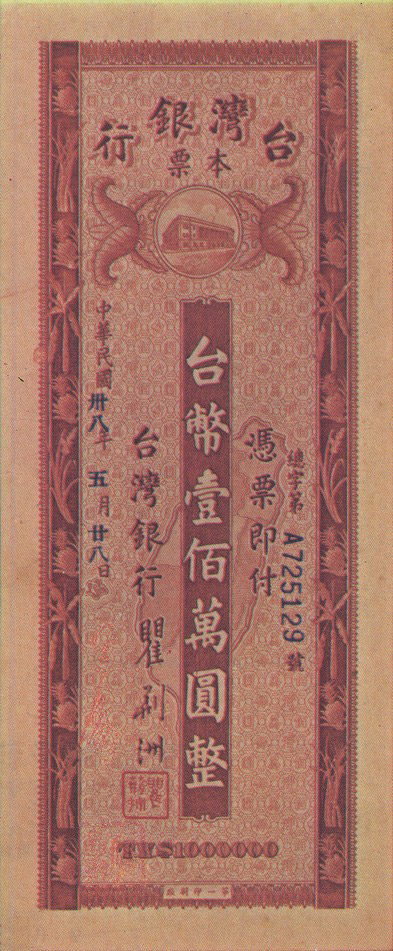
تورم شدید باعث شد تا بانک تایوان چک‌های حامل به مبلغ ۱ میلیون دلار تایوان (TW$۱٬۰۰۰٬۰۰۰) را در سال ۱۹۴۹ منتشر کند.

دیدگاه تایوانی‌ها نسبت به حکمرانی ژاپن نسبت به دیگر مناطق شرق و جنوب شرق آسیا که تحت سلطه ژاپن قرار گرفتند، مثبت‌تر بود. با وجود این، سربازان کومینتانگ از چین اصلی ابتدا با استقبال تایوانی‌ها مواجه شدند. رفتار سختگیرانه آن‌ها و فساد در اداره کومینتانگ باعث نارضایتی سریع تایوانی‌ها در دوره پس از جنگ شد. به عنوان فرماندارکل، چن یی سیستم انحصار دولتی ژاپنی در تنباکو، شکر، کافور، چای، کاغذ، شیمیاییها، تصفیه نفت، معدن و سیمان را به همان شیوه‌ای که ملی‌گرایان در دیگر مناطق تحت کنترل ژاپن با مردم برخورد می‌کردند، حفظ کرد (که به همین دلیل چن یی به لقب غارتگر (劫收) شناخته شد). او حدود ۵۰۰ کارخانه و معدن متعلق به ژاپنی‌ها و همچنین خانه‌های ساکنان پیشین ژاپنی را تصاحب کرد.
مدیریت اقتصادی نادرست منجر به ایجاد یک بازار سیاه وسیع، تورم شدید و کمبود غذا شد. بسیاری از کالاها به صورت اجباری با قیمت پایین از سوی دولت کومینتانگ خریداری و به چین اصلی ارسال می‌شدند تا کمبودهای جنگ داخلی را برطرف کنند، جایی که این کالاها با سود بسیار بالا به فروش می‌رسیدند، که باعث تشدید کمبود کالا در تایوان می‌شد. قیمت برنج بین زمانی که ملی‌گرایان حکومت را در دست گرفتند تا بهار ۱۹۴۶، ۱۰۰ برابر قیمت اولیه افزایش یافت و به تقریباً چهار برابر قیمت در شانگهای رسید. این قیمت در ژانویه ۱۹۴۷ به ۴۰۰ برابر قیمت اصلی رسید. کارتلهای آمده از چین اصلی تقریباً تمامی صنایع و همچنین مشاغل سیاسی و قضائی را در اختیار گرفتند و تایوانی‌هایی را که قبلاً مشغول به کار بودند، جابجا کردند. بسیاری از نیروهای گارنیزون جمهوری چین بسیار بی‌انضباط بودند و به غارت، دزدی و تخریب زیرساخت‌ها و خدمات عمومی کمک کردند. از آنجا که نخبگان تایوانی تحت حکمرانی ژاپن به برخی موفقیت‌ها در خودگردانی دست یافته بودند، انتظار داشتند که حکومت ملی‌گرای چینی نیز همان سیستم را پیاده کند. با این حال، ملی‌گرایان چینی مسیر متفاوتی را در پیش گرفتند و به تمرکز قدرت دولتی و کاهش اقتدار محلی تمایل داشتند. تلاش‌های کومینتانگ برای ساخت کشور بر اساس این ایدئولوژی بود که ناشی از تجربیات ناخوشایند در برخورد با نیروهای مختلف در دوره جنگ‌های اربابان جنگی در ۱۹۱۶–۱۹۲۸ بود که دولت چین را پاره‌پاره کرده بود. کمونیست‌های چین اصلی حتی در حال آماده‌سازی برای سرنگونی دولت بودند، همان‌طور که در شورش ایلی این اتفاق افتاد. اهداف متفاوت ملی‌گرایان و تایوانی‌ها، به همراه سوءتفاهم‌های فرهنگی و زبانی، موجب شدت گرفتن تنش‌ها در هر دو طرف شد.

## شورش و سرکوب

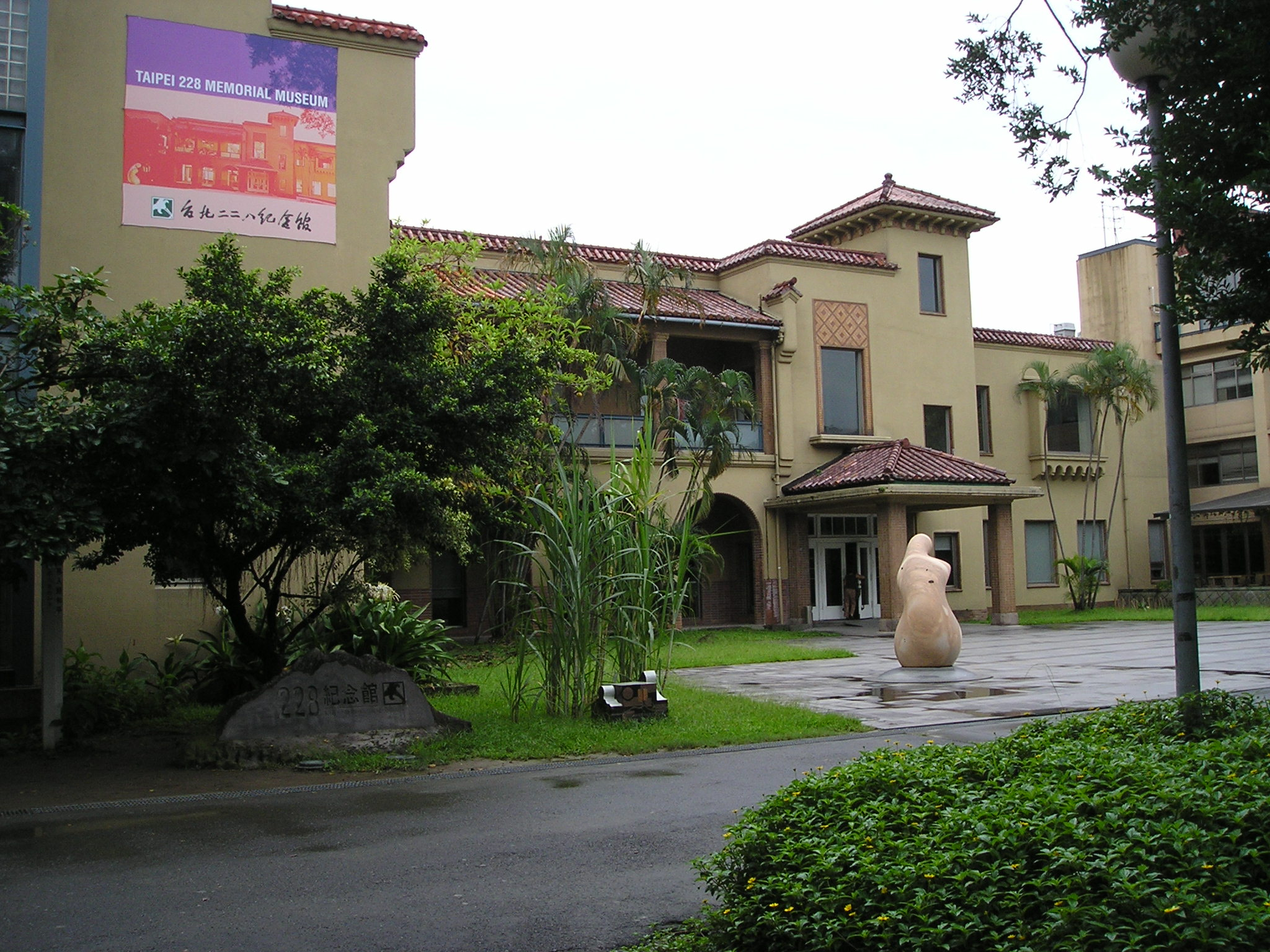
موزه صلح ۲۲۸ در تایپه که در یک ایستگاه رادیویی واقع شده است و در این حادثه نقش داشته است.

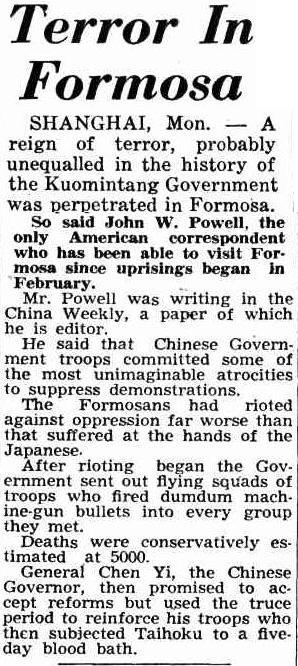
خبری از دیلی نیوز گزارش وضعیت در ماه مارس.

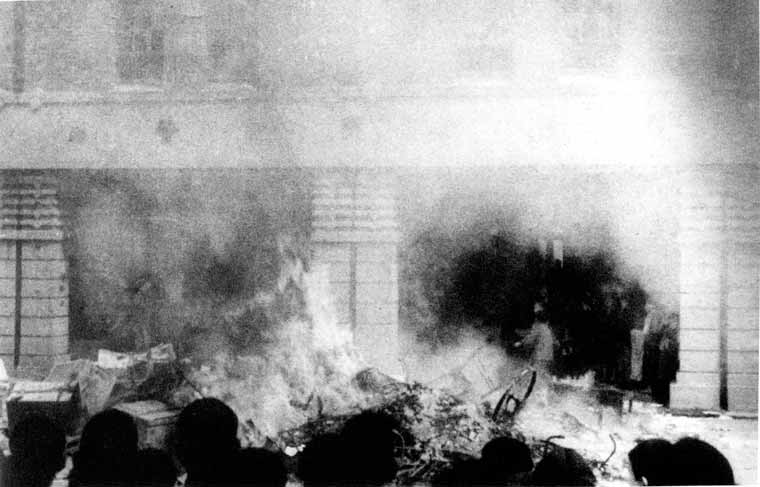
مردم خشمگین ایستگاه پلیس ییدینگمو در تایپه را در ۲۸ فوریه ۱۹۴۷ تسخیر می‌کنند

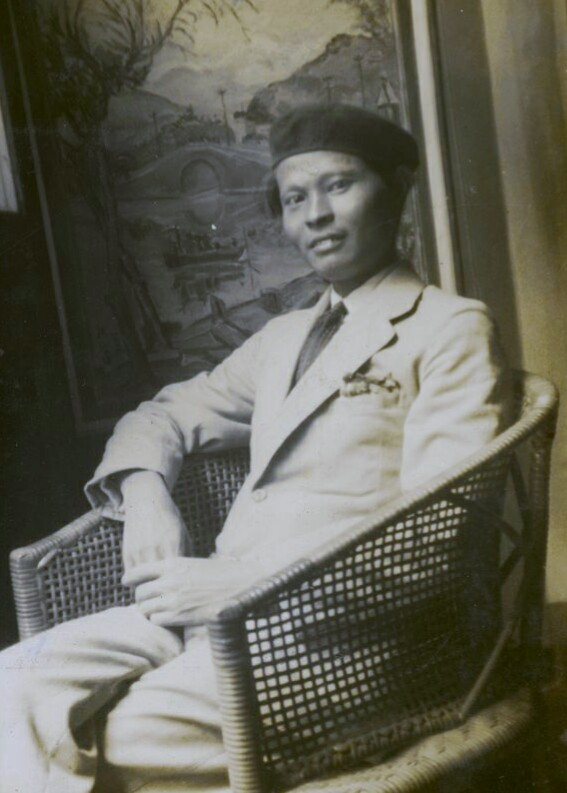
نقاش و استاد تان تنگ‌فو در چی‌ایی کشته شد

در شب ۲۷ فوریه ۱۹۴۷، تیم اجرای قانون اداره انحصار توتون و تنباکو در تایپه به منطقه تای‌هیچو (太平町) رفتند، جایی که سیگارهای قاچاق را از یک بیوه ۴۰ ساله به نام لین جیانگ‌مائی (林江邁) در چایخانه تیانما ضبط کردند. زمانی که او درخواست بازگرداندن سیگارها را کرد، یکی از مردان با دسته تفنگش به سر او زد، که موجب شد جمعیت تایوانی اطراف او به مأموران انحصار توتون و تنباکو اعتراض کنند. هنگامی که آنها فرار کردند، یکی از مأموران به سمت جمعیت شلیک کرد و یک تماشاچی را که روز بعد درگذشت، هدف قرار داد. عصبانیت جمعیتی که پیش از این احساس ناامیدی از بیکاری، تورم و فساد نسبت به دولت ملی‌گرایان داشتند، به نقطه اوج خود رسید. جمعیت به پلیس و ژاندارمری اعتراض کردند اما بیشتر نادیده گرفته شدند.
اعتراض‌کنندگان صبح روز بعد در اطراف تایپه جمع شدند و خواستار دستگیری و محاکمه مأموران درگیر در تیراندازی روز قبل شدند و در نهایت به دفتر فرماندارکل رسیدند، جایی که نیروهای امنیتی سعی کردند جمعیت را پراکنده کنند. سربازان به جمعیت شلیک کردند و دست‌کم سه نفر را کشتند. در ۴ مارس، تایوانی‌ها کنترل اداره شهر و پایگاه‌های نظامی را در دست گرفتند و به زور وارد یک ایستگاه رادیویی محلی شدند تا خبر حادثه را پخش کرده و مردم را به شورش فراخوانند، که باعث بروز شورش‌هایی در سراسر جزیره شد. تا شب، اعلام حکومت نظامی شد و مقررات منع آمد و شد با دستگیری یا تیراندازی به هر کسی که مقررات منع آمد و شد را نقض می‌کرد، اجرا شد.
برای چندین هفته پس از حادثه ۲۸ فوریه، غیرنظامیان تایوانی بخش عمده‌ای از تایوان را تحت کنترل داشتند. شورش‌های اولیه خودجوش و گاهی خشونت‌آمیز بودند، به طوری که چینی‌های سرزمین اصلی از سوی تایوانی‌ها مورد ضرب و شتم و قتل قرار گرفتند. بیش از ۱۰۰۰ نفر از مهاجران چینی کشته شدند. در عرض چند روز، تایوانی‌ها به‌طور کلی هماهنگ و سازماندهی شدند و نظم عمومی در مناطقی که تحت کنترل تایوانی‌ها بود توسط غیرنظامیان داوطلب سازماندهی شده توسط دانشجویان و سربازان پیشین ارتش ژاپن حفظ شد. رهبران محلی کمیته‌های اسکان (یا کمیته‌های حل و فصل) را تشکیل دادند که لیستی از ۳۲ درخواست برای اصلاحات در اداره استانی به دولت ارائه دادند. آنها خواستار خودمختاری بیشتر، انتخابات آزاد، تسلیم ارتش جمهوری چین به کمیته اسکان و پایان فساد دولتی شدند. انگیزه‌ها در میان گروه‌های مختلف تایوانی متفاوت بود؛ برخی خواستار خودمختاری بیشتر در درون جمهوری چین بودند، در حالی که برخی دیگر خواهان حمایت سازمان ملل یا استقلال کامل بودند. تایوانی‌ها همچنین خواستار نمایندگی در مذاکرات آینده معاهده صلح با ژاپن بودند، به امید برگزاری یک همه‌پرسی برای تعیین آینده سیاسی جزیره.
خارج از تایپه، نمونه‌هایی از تشکل‌های شبه نظامی محلی وجود داشت. در چیای، اقامتگاه شهردار به آتش کشیده شد و شبه نظامی‌های محلی با پلیس نظامی درگیر شدند.
دولت ملی‌گرایان تحت فرمانداری چن یی، زمان خرید تا نیروهای تقویتی از فوجیان فرا برسند. پس از رسیدن آنها در ۸ مارس، نیروهای جمهوری چین عملیات سرکوب را آغاز کردند. روزنامه نیویورک تایمز گزارش داد: یک آمریکایی که به تازگی از تایپه به چین آمده بود گفت که نیروهای مستقر در سرزمین اصلی چین در ۷ مارس وارد تایپه شده و در سه روز به‌طور غیرقانونی مردم را کشتند و دستگیر کردند. برای مدتی هر کسی که در خیابان‌ها دیده می‌شد هدف تیراندازی قرار می‌گرفت، خانه‌ها تخریب می‌شد و ساکنان دستگیر می‌شدند. در بخش‌های پایین‌تر شهر، گفته می‌شد که خیابان‌ها پر از اجساد بود.
تا پایان مارس، چن یی دستور داد تا سازمان‌دهندگان تایوانی برجسته‌ای که شناسایی کرده بود را زندانی یا اعدام کنند. گفته می‌شود که نیروهای او طبق گفته یک هیئت تایوانی در نانجینگ بین ۳۰۰۰ تا ۴۰۰۰ نفر را در سراسر جزیره اعدام کردند، هرچند که تعداد دقیق هنوز مشخص نشده است. گزارش‌های دقیق که توسط حزب کومیونیست تایوان نگهداری می‌شد، مفقود شده‌اند. برخی از قتل‌ها تصادفی بودند، در حالی که برخی دیگر سیستماتیک بودند. رهبران سیاسی تایوانی از جمله کسانی بودند که هدف قرار گرفتند و بسیاری از تایوانی‌هایی که در دوران سلطنت ژاپن گروه‌های خودمختار تشکیل داده بودند نیز از قربانیان حادثه ۲۸ فوریه بودند. تعداد زیادی از قربانیان افرادی بودند که از ارتش امپراتوری ژاپن اخراج شده بودند و به خانه بازگشته و بیکار بودند. آنها در شورش‌ها و غارت‌ها مشارکت داشتند و مهاجران جدید از چین را کتک می‌زدند. آنها بیشترین ترس را برمی‌انگیختند، زیرا از نظر ظاهری تفاوتی با سربازان ژاپنی از سرزمین اصلی نداشتند.
برخی از سازمان‌های سیاسی که در شورش شرکت داشتند، مانند اتحادیه خودمختاری دموکراتیک تایوان، به عنوان کمونیست اعلام شدند. بسیاری از اعضای آنها دستگیر و اعدام شدند.
تا اواخر مارس ۱۹۴۷، کمیته اجرایی مرکزی حزب کوامینتانگ پیشنهاد کرد که چن یی به دلیل وحشیگری بی‌رحمانه‌ای که در سرکوب شورش از خود نشان داده بود، از مقام فرمانداری عزل شود. در ژوئن ۱۹۴۸، او به عنوان رئیس استانی ژجیانگ منصوب شد. در ژانویه ۱۹۴۹، او تلاش کرد به حزب کمونیست چین بپیوندد، اما چیانگ کای‌شک بلافاصله چن را از وظایفش عزل کرد. چن یی به تایوان منتقل شد و سپس در کیلانگ زندانی شد. در مه ۱۹۵۰، یک دادگاه نظامی تایوان چن یی را به جرم جاسوسی به اعدام محکوم کرد. در ۱۸ ژوئن، او در ماچانگدینگ، تایپه اعدام شد.

## تلفات انسانی
اگرچه ۱۸٬۰۰۰–۲۸٬۰۰۰ نفر به‌طور گسترده‌ای به‌عنوان تعداد تلفات ناشی از حادثه ذکر می‌شود، ارقام مختلفی در طول زمان ارائه شده است. بلافاصله پس از وقوع رویدادها، علاوه بر هیئت اعزامی مستقر در نانجینگ که ۳٬۰۰۰–۴٬۰۰۰ نفر را گزارش کرد، جورج کر تعداد ۱۰٬۰۰۰ نفر را به‌عنوان آمار ارائه شده توسط گروه‌های مستقر در خارج از کشور ذکر کرد، رقمی که او در کتاب فورموسا خیانت کرد، ذکر کرده است. دامنه ذکر شده ۱۸٬۰۰۰–۲۸٬۰۰۰ بر اساس برآوردی است که توسط کمیسیونی که در سال ۱۹۹۲ توسط نخست‌وزیر وقت هاو پی‌تسون تأسیس شد، انجام شده است، گزارشی که در سال ۲۰۰۷ توسط نخست‌وزیر سو سنگ شنگ به‌عنوان گزارش رسمی حادثه پذیرفته شد.
دامنه ۱۸٬۰۰۰–۲۸٬۰۰۰ مورد انتقاد قرار گرفته است از جمله توسط هاو پی‌تسون که در نامه‌ای که در فوریه ۲۰۱۲ در روزنامه چینی‌زبان یونایتد دیلی نیوز منتشر شد، پرسید که آیا بیش از ۱۰٬۰۰۰ نفر در حادثه ۲۲۸ کشته شده‌اند یا نه؟. هاو نقد خود را بر اساس تعداد قربانیان و نسل‌های آنان که درخواست جبران خسارت کرده بودند، بیان کرد. تنها حدود ۱٬۰۰۰ نفر درخواست جبران خسارت به‌عنوان قربانیان حادثه داده بودند. با این حال، برخی دیگر استدلال کرده‌اند که پرده‌پوشی در دوران حکومت نظامی و تابو بودن بحث در این مورد باعث شده است که این عدد پایین باشد، به‌ویژه که بسیاری از نسل‌های قربانیان ممکن است از مرگ عزیزانشان بی‌خبر بوده باشند.
انتقاد دیگری از رقم رایج از سوی ماروین سی.اچ. هو، رئیس مؤسسه زبان تایپه و یکی از اعضای کمیسیونی که گزارش را صادر کرده بود، مطرح شد. آقای هو اظهار داشت که در میان همکارانش که در حال نوشتن گزارش بودند، تعداد کمی از آنها از رقم بالاتر ۲۸٬۰۰۰ نفر حمایت می‌کردند. با این حال، در عین حال، او گزارش را برای محدود کردن خود به وقایع سال ۱۹۴۷ مورد انتقاد قرار داد. عضو دیگر کمیسیون، لای تسه‌هان، استاد تاریخ که مسئول نگارش گزارش بود، پیشنهاد کرد که گزارش از پوشش نقض گسترده حقوق بشر در دوره‌ای که خانواده چیانگ آگاهی و همکاری واضحی در آن داشتند، یعنی دهه‌های ۱۹۵۰ و ۱۹۶۰، اجتناب کرده است. پروفسور لای اظهار داشت که بسیاری از مردم اینجا از سرکوب‌های دهه‌های ۵۰ و ۶۰ اطلاعی ندارند… در آن زمان افراد بیشتری نسبت به حادثه ۲۲۸ کشته شدند. پلیس فقط در نیمه‌شب در خانه‌ها را می‌زد و سپس افراد داخل آن فقط ناپدید می‌شدند. این دیدگاه مشابه دیدگاه جورج کر است که عدد ۱۰٬۰۰۰ نفر را ذکر کرد، اما اظهار داشت که بین سال‌های ۱۹۴۷ تا ۱۹۶۵، زمانی که کتاب فورموسا خیانت کرد منتشر شد، اگر هزاران نفری که از مارس ۱۹۴۷ به بهانه دخالت در این حادثه دستگیر و کشته شدند را به این عدد اضافه کنیم، ممکن است تعداد به ۲۰٬۰۰۰ نفر برسد که اغلب توسط نویسندگان فورموسا ذکر می‌شود.

## میراث

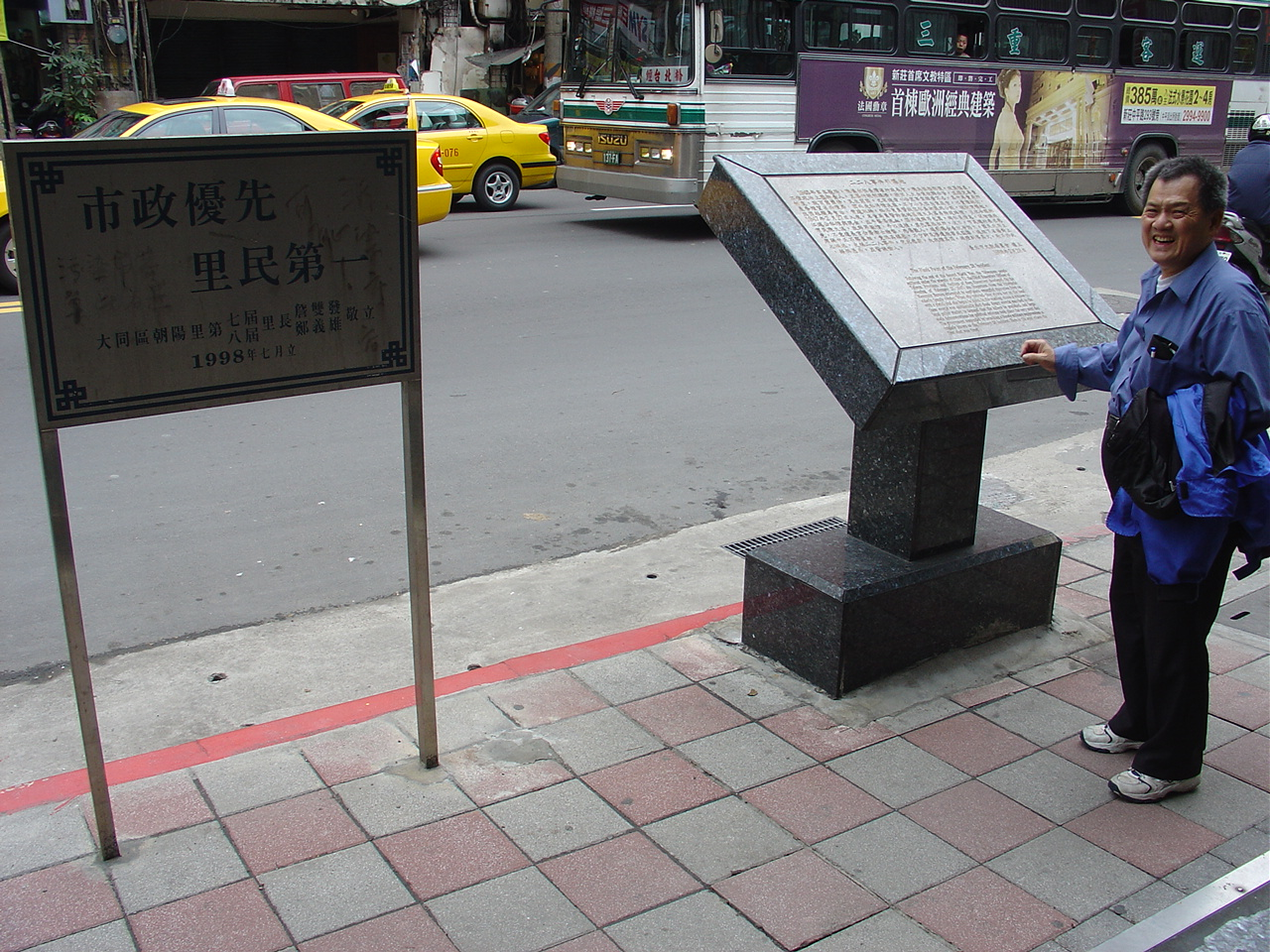
امروزه یک پلاک یادبود مکان دقیق جایی که اولین شلیک انجام شد را نشان می‌دهد

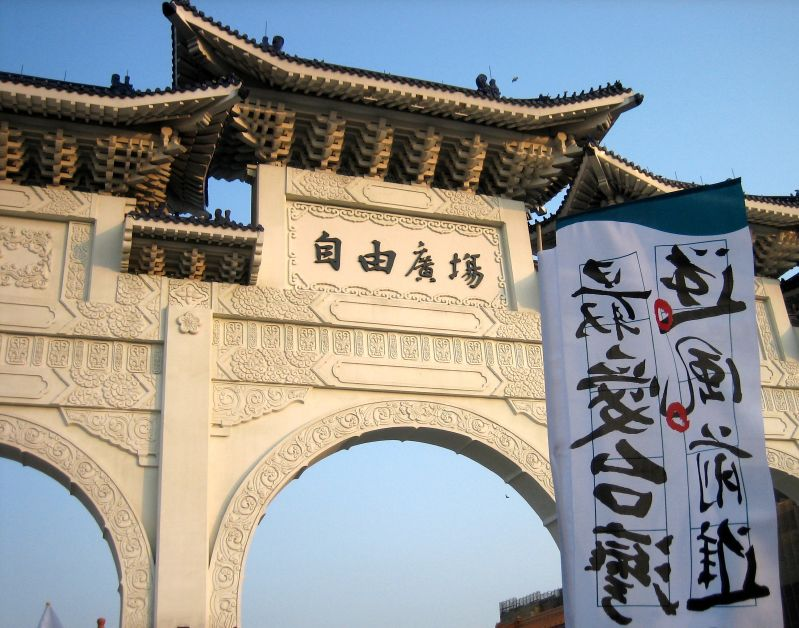
روز یادبود ۲۲۸، ۲۰۰۸ در میدان آزادی

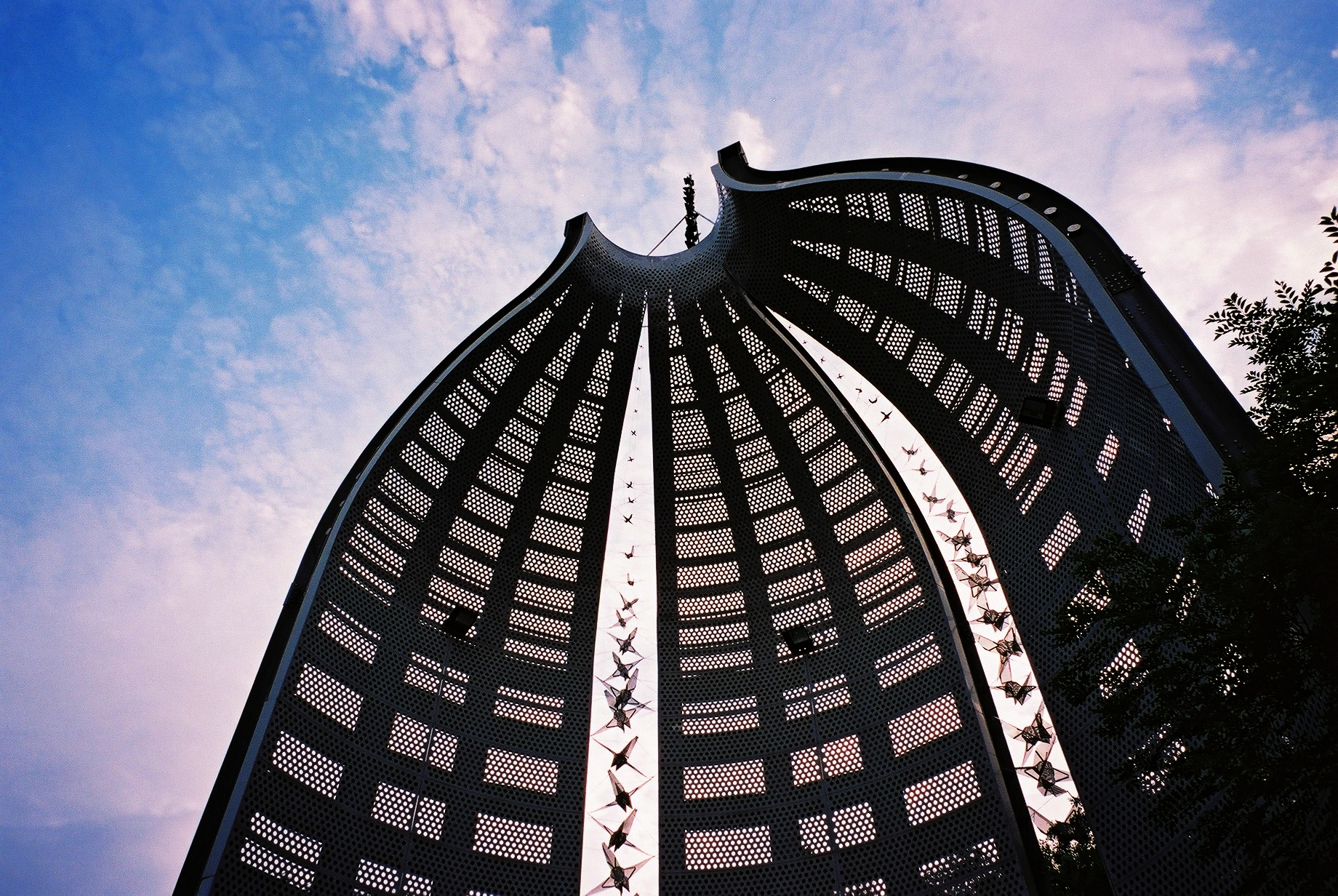
پارک یادبود ۲۲۸ در تایچونگ

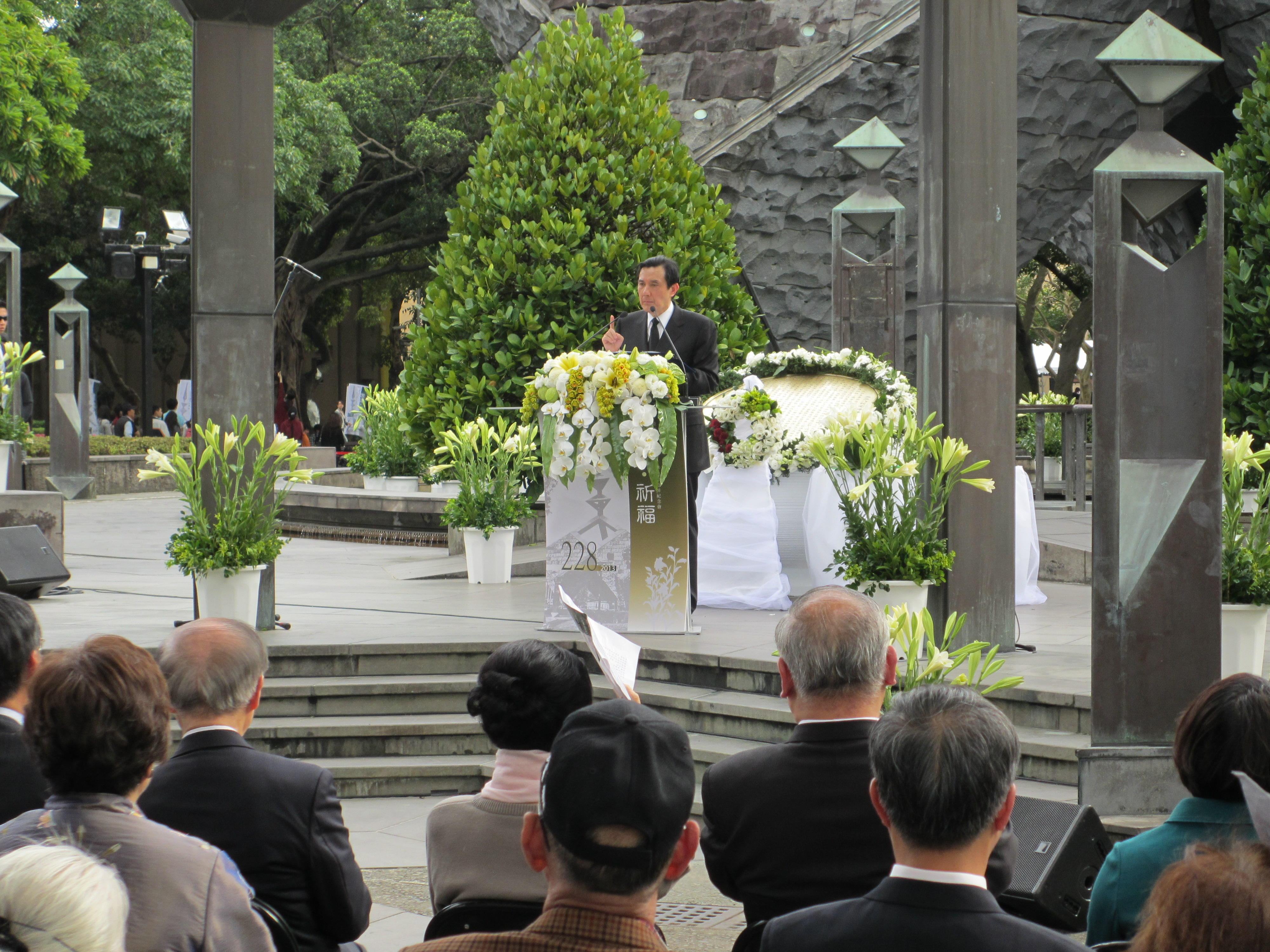
رئیس‌جمهور ما یینگ‌جو به خانواده‌های قربانیان حادثه ۲۲۸ سخنرانی می‌کند

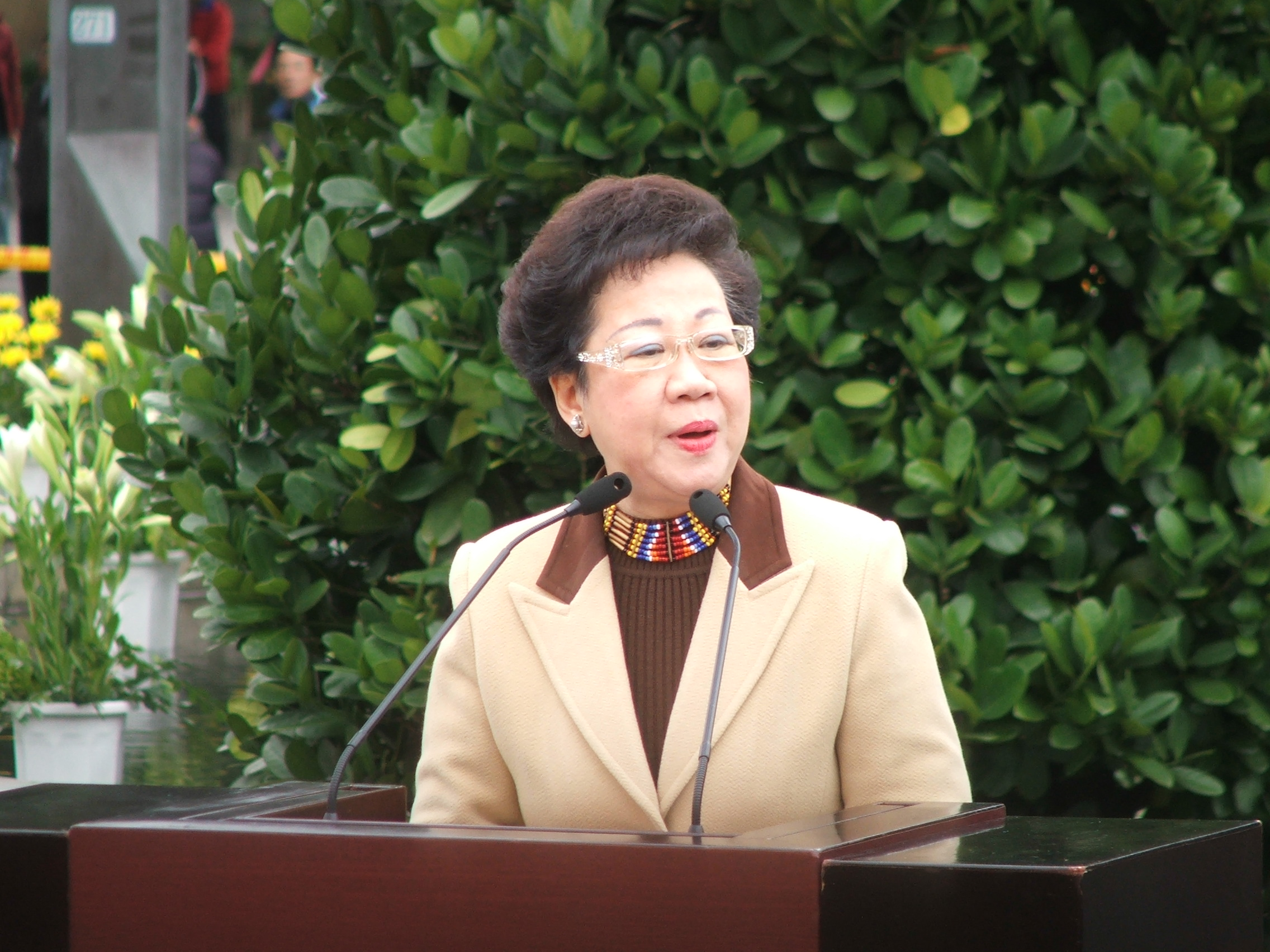
معاون رئیس‌جمهور پیشین آنته لو، که پیش از این یک زندانی سیاسی بود، در مراسم یادبود ۲۲۸ در تایپه سخنرانی می‌کند

در جریان حادثه ۲۲۸، رهبران تایوانی کمیته‌های قطعنامه در شهرهای مختلف (با کمیته مرکزی در تایپه) تأسیس کردند و خواستار خودمختاری سیاسی بیشتر شدند. مذاکرات با جمهوری چین زمانی که نیروها در اوایل ماه مارس وارد شدند، پایان یافت. احساسات خیانت‌گونه‌ای که نسبت به دولت و چین به وجود آمد، به‌طور گسترده‌ای باور می‌شود که به جنبش استقلال تایوان پس از دموکراتیزاسیون کمک کرد. پاکسازی اولیه در ۲۲۸ با ۳۸ سال حکومت نظامی که به‌طور معمول به ترور سفید معروف است، که تا پایان سال ۱۹۸۷ ادامه داشت، دنبال شد و در این مدت بیش از ۱۰۰٬۰۰۰ نفر به دلایل سیاسی زندانی شدند که از این میان بیش از ۱٬۰۰۰ نفر اعدام شدند. در این دوران، بحث در مورد حادثه تابو بود.
در دهه ۱۹۷۰، جنبش عدالت و صلح ۲۲۸ توسط چندین گروه شهروندی آغاز شد تا خواستار لغو این سیاست شود و در سال ۱۹۹۲، یوان اجرایی گزارش تحقیق حادثه ۲۲۸ را منتشر کرد. رئیس‌جمهور وقت و رئیس‌جمهور حزب کُومین‌تانگ لی تنگ‌هی، که خود در حادثه شرکت کرده بود و به عنوان تحریک‌کننده و هم‌پیمان کمونیست‌ها دستگیر شده بود، در سال ۱۹۹۵ از طرف دولت عذرخواهی رسمی کرد و ۲۲۸ فوریه را به عنوان روز یادبود قربانیان اعلام نمود. از دیگر یادبودهایی که نصب شدند، پارک یادبود ۲۲۸ در تایپه نامگذاری شد.
در سال ۱۹۹۰، یوان اجرایی جمهوری چین یک گروه کاری برای تحقیق در مورد حادثه ۲۲۸ تشکیل داد. گزارش حادثه ۲۲۸ (二二八事件研究報告) در سال ۱۹۹۲ منتشر شد و در سال ۱۹۹۵ یک یادبود در پارک صلح ۲۲۸ در تایپه نصب شد. در اکتبر ۱۹۹۵، بنیاد یادبود ۲۲۸ (二二八事件紀念基金會) که از سوی دولت تأمین مالی می‌شد، تأسیس شد تا جبران خسارت دوباره انجام دهد و گواهی‌های بازتوانی را به قربانیان حادثه ۲۲۸ اعطا کند تا اعتبار آن‌ها بازگردانده شود. اعضای خانواده قربانیان کشته‌شده و مفقود، واجد شرایط دریافت تقریباً ۱۹۰٬۰۷۷ دلار آمریکا هستند. بنیاد ۲٬۸۸۵ درخواست را بررسی کرد که بیشتر آن‌ها پذیرفته شدند. از این میان، ۶۸۶ مورد مرگ، ۱۸۱ مورد مفقود شدن و ۱٬۴۵۹ مورد زندانی شدن بودند. بسیاری از نسل‌های بعدی قربانیان از این که اعضای خانواده‌شان قربانی بوده‌اند، بی‌خبر هستند، در حالی که بسیاری از خانواده‌های قربانیان از چین اصلی از جزئیات بدرفتاری با بستگان خود در طول شورش اطلاعی نداشتند. افرادی که دوبار جبران خسارت دریافت کرده‌اند همچنان خواستار محاکمه سربازان و مقامات زنده‌ای هستند که مسئول زندانی شدن و مرگ عزیزانشان بودند. از سوی دیگر، برخی از بازماندگان معتقد بودند که بازداشت و بازجویی بیشتر به سرقت و مشارکت در شورش مربوط بوده است، چرا که بسیاری از شهروندان بیکار به تازگی از ارتش امپراتوری ژاپن در خارج از کشور اخراج شده بودند.
در ۲۸ فوریه ۲۰۰۴، هزاران تایوانی در تجمع دست در دست ۲۲۸ شرکت کردند. آن‌ها یک زنجیره انسانی به طول ۵۰۰-کیلومتر (۳۱۰-مایل) از شمالی‌ترین شهر تایوان تا جنوبی‌ترین نقطه آن تشکیل دادند تا این حادثه را گرامی دارند، برای صلح درخواست کنند و به استقرار موشک‌هایی که توسط جمهوری خلق چین که به سمت تایوان در امتداد سواحل تنگه تایوان هدف قرار داده شده بود، اعتراض کنند.
در سال ۲۰۰۶، گزارش تحقیقاتی مسئولیت کشتار ۲۲۸ (二二八事件責任歸屬研究報告) پس از سال‌ها تحقیق منتشر شد. گزارش ۲۰۰۶ به هیچ وجه قصد نداشت با گزارش قبلی (۱۹۹۲) که توسط یوان اجرایی جمهوری چین برای تحقیق در مورد کشتار ۲۲۸ سفارش داده شده بود، هم‌پوشانی داشته باشد. چیانگ کای‌شک در گزارش ۲۰۰۶ به‌طور خاص به عنوان فردی که بزرگ‌ترین مسئولیت را در این کشتار دارد، معرفی شده است.
ما معتقدیم که چیانگ کای‌شک، رئیس‌جمهور دولت ملی‌گرا، باید بزرگ‌ترین مسئولیت را برای کشتار ۲۲۸ بر عهده گیرد. دلایل این امر این است که او نه تنها به هشدارهایی که یوان کنترل قبل از کشتار داده بود بی‌توجه بود، بلکه بعد از آن نیز جانب‌داری از چن یی کرد. هیچ‌یک از مقامات نظامی و سیاسی استان تایوان به دلیل کشتار مجازات نشدند. علاوه بر این، او بلافاصله پس از کشتار نیروهایی را اعزام کرد، همان‌طور که در نامه‌ای از چن یی به چیانگ کای‌شک مورخ ۱۳ مارس آمده است: اگر اعلی‌حضرت فوراً نیروها را به حرکت درنمی‌آوردند، نمی‌توان تصور کرد که این کشتار به کجا می‌رسید. چیانگ کای‌شک، علیرغم تمام اطلاعاتی که از حزب، دولت، ارتش، اطلاعات و نمایندگان گروه‌های تایوانی جمع‌آوری کرده بود، همچنان تصمیم به ارسال نیرو گرفت؛ او فرمانده لشکر ۲۱، لیو یو-چینگ را احضار کرد.

### هنر
چندین هنرمند تایوانی از زمان رفع تابوی این موضوع در اوایل دهه ۱۹۹۰، به موضوع حادثه ۲۲۸ پرداخته‌اند. این حادثه موضوع موسیقی‌هایی توسط فن-لونگ کو و تایزن هسیاو و تعدادی آثار ادبی بوده است.

### فیلم
فیلم شهر اندوه (A City of Sadness) ساخته هو شیائو-شیان، اولین فیلمی بود که به این حوادث پرداخت و در جشنواره فیلم ونیز ۱۹۸۹ شیر طلایی را برنده شد.

### ادبیات
رمان میراث ۲۲۸ (The 228 Legacy) نوشته جنیفر چو که در سال ۲۰۱۳ منتشر شد، تأثیرات عاطفی این رویداد را بر کسانی که از آن گذشته‌اند و به دلیل ترس اطلاعات خود را سرکوب کرده‌اند، آشکار می‌کند. این رمان بر این موضوع تمرکز دارد که چطور این حادثه به‌قدری تأثیرگذار بوده که بر چندین نسل از یک خانواده تأثیر گذاشته است. رمان جزیره سبز (Green Island) نوشته شاون یانگ رایان که در سال ۲۰۱۶ منتشر شد، داستان این حادثه را از دیدگاه سه نسل از یک خانواده تایوانی روایت می‌کند. در حالی که رمان پسر سوم (The Third Son) نوشته جولی وو (۲۰۱۳) این حادثه و پیامدهای آن را از دیدگاه یک پسر تایوانی روایت می‌کند.

### موسیقی
آلبوم آینه انتقام (Mirror of Retribution) از گروه متال تایوانی ختونیک (Chthonic) چندین ارجاع شعرآمیز به حادثه ۲۲۸ دارد.